# Созонов, Александр Яковлевич
Александр Яковлевич Созонов (4 декабря 1925 года, дер. Чажегово—17 марта 1944 года, Ямполь, УССР) — Герой Советского Союза, автоматчик в танково-десантной роте моторизованного батальона 107-й танковой бригады, младший сержант.

## Биография
Родился 4 декабря 1925 года в деревне Чажегово в семье крестьянина. Коми-пермяк. Образование начальное. Работал в колхозе.
Член ВЛКСМ с декабря 1942 года.
В армию был призван в январе 1943 года. С января 1944 года в действующей армии. Служил автоматчиком в танково-десантной роте моторизованного батальона 107-й танковой бригады.
10 марта 1944 года одним из первых ворвался в город Умань, в упор расстреливая противника, огнём из автомата уничтожил до 15 вражеских солдат.
17 марта 1944 года в составе танкового десанта младший сержант Созонов преследовал отступающего противника.
В пяти километрах от местечка Томашполь взял в плен 5 вражеских офицеров, среди которых оказался командир 5-го румынского стрелкового полка. В рукопашной схватке с врагом был тяжело ранен, но доставил пленных в штаб подразделения.
В тот же день от полученных ранений скончался в госпитале.
Указом Президиума Верховного Совета СССР от 13 сентября 1944 года за образцовое выполнение боевых заданий командования на фронте борьбы с немецко-фашистским захватчиками и проявленные при этом мужество и героизм младшему сержанту Созонову Александру Яковлевичу присвоено звание Героя Советского Союза.

## Награды
- Медаль «Золотая Звезда»;
- орден Ленина (13.09.1944);
- медаль «За отвагу» (17.03.1944).

## Память
- Именем Созонова А. Я. названы улицы в посёлке Гайны и в городе Кудымкаре.
- Его имя носит Гайнский районный музей.
- Одно время (с 1984 года) имя Героя было на борту теплохода Камского речного пароходства.
- В посёлке Гайны установлен памятник Герою.